# Al-Harit V. ibn Džabala
Al-Ḥarit V. ibn Džabala (arabsko الحارث بن جبلة), v bizantinskem okolju znan kot Flavij Aretas (srednjeveško grško Φλάβιος Ἀρέθας, latinizirano: Flávios Aréthas), v kasnejših arabskih virih pa kot Halid ibn Džabala (خالد بن je bil kralj Gasanidov, predislamskega arabskega krščanskega plemena, ki je živelo na vzhodni meji Bizantinskega cesarstva. Bil je peti gasanidski vladar s tem imenom in vladal od okoli leta 528 do 569, najdlje od vseh krščanskih arabskih vladarjev. Igral je pomembno vlogo v bizantinsko-perzijskih vojnah in zadevah Sirske pravoslavne cerkve. Za svoje zasluge Bizancu ga je cesar Justinijan I. povzdignil v patrikija in vir gloriosisimusa.

## Življenje

### Zgodnje življenje
Harit je bil sin Džabale IV. (v grških virih Gabalas) in brat Abu Karaba (v grških virih Abocharabus), filarha Palestine Salutaris.  Po očetovi smrti v bitki pri Tanurisu je verjetno leta 528 postal vladar Gasanidov in filarh Arabije Petree in Palaestine Secunde. Kmalu zatem, verjetno okoli leta 529, ga je bizantinski cesar Justinijan I. (vladal 527–565) po besedah zgodovinarja Prokopija povzdignil v kralja, s čimer je postal glavni poveljnik vseh arabskih zaveznikov cesarstva na vzhodu z nazivom "patricij in filarh Saracenov" (grško πατρίκιος καὶ φύλαρχος τῶν Σαρακηνῶν). Njegove dejanske pristojnosti so bile morda sprva omejene na severovzhodni del bizantinske meje z Arabijo. Bizantinci in njihovi zavezniki so bili takrat vpleteni v vojno s Sasanidskim cesarstvom in njegovimi zavezniki Lahmidi.

### Vojaška kariera
Harit se je v imenu Bizantincev vojskoval v vseh njihovih številnih vojnah proti Perziji.  Že leta 528 je bil eden od poveljnikov, poslanih v kazensko ekspedicijo proti Mundirju. Leta 529 je bil udeležen v zatiranju obširnega samaritanskega upora, pri čemer je ujel 20.000 fantov in deklet in jih prodal kot sužnje. Morda je bilo prav njegovo uspešno sodelovanje v tem spopadu tisto, zaradi česar ga je Justinijan I. povišal v vrhovnega filarha. Možno je, da je s svojimi možmi sodeloval tudi pri bizantinski zmagi v bitki pri Dari leta 530, čeprav ga noben vir izrecno ne omenja. Leta 531 je vodil 5000-članski arabski kontingent v bitki pri Kaliniku. Prokopij, sovražen gasanidskemu vladarju, pravi, da so Arabci, nameščeni na bizantinskem desnem krilu, izdali Bizantince in pobegnili in s tem povzročili poraz Bizantincev. Ivan Malala, čigar zapisi so na splošno bolj zanesljivi, poroča, da so nekateri Arabci res pobegnili, Harit pa je vztrajal.  Zdi se, da Prokopijeva obtožba izdaje ne drži, saj je Harit za razliko od Belizarja obdržal poveljstvo in bil aktiven v operacijah okoli Martiropolisa pozneje v tistem letu.
Leta 537/538 ali 539 se je spopadel z Mundirjem in njegovimi Lahmidi zaradi pravic do paše na ozemlju južno od Palmire, blizu stare Dioklecijanove ceste. Po poznejših Tabarijevih poročilih je vdrl na Mundirjevo ozemlje in odnesel bogat plen. Sasanidski cesar Kozrav I. (vladal 531–579) je njun spor uporabil  kot pretvezo za ponovni začetek sovražnosti z Bizantinci in leta 540 je izbruhnila nova vojna. Na  pohodu leta 541 je Belizar poslal Harita in njegove može, ki jih je spremljalo 1200 Bizantincev pod poveljstvom generalov Domenciola in Trajana, na pohod v Asirijo. Pohod je bil uspešen. Vojska je prodrla daleč na sovražnikovo ozemlje in zbrala veliko plena. V nekem trenutku je bila vojska odpoklicana, morda zaradi izbruha bolezni. Prokopij trdi, da je bilo to storjeno namerno, da Arabcem ne bi bilo treba deliti njihovega plena. Okoli leta 544/545 je bil Harit vpleten v oborožen spopad z drugim arabskim filarhom, al-Asuadom, v grščini poznanim kot Asuades.
Leta 546, potem ko sta veliki cesarstvi leta 545 sklenili mir, se je konflikt med njunima arabskima zaveznikoma nadaljeval. Mundir je v nenadnem napadu ujel enega od Haritovih sinov in ga ukazal usmrtiti, kmalu zatem pa so Lahmidi doživeli hud poraz.  Konflikt se je kljub temu nadaljeval z Mundirjevimi  ponavljajočimi se napadi na Sirijo. V enem od teh napadov se je Harit junija 554 srečal z Mundirjem v odločilni bitki pri Jaum Halimi, v kateri so bili Lahmidi poraženi. Mundir je padel na bojišču, Harit pa je izgubil svojega najstarejšega sina Džabalaha.
Novembra 563 je Harit obiskal cesarja Justinijana v Konstantinoplu, da bi razpravljala o njegovem nasledstvu in napadih lahmidskega vladarja Amra ibn Hinda na njegove domene. Napadi so se končali s primernimi subvencijami. Harit je na bizantinskem dvoru pustil globok vtis, morda že s svojo navzočnostjo. Ivan iz Efeza piše, da se je leta kasneje cesar Justin II. (vladal 565–578) prestrašil in se skril, ko so mu rekli, da "ponj prihaja Areta" (Harit).

### Smrt
Al-Harit je umrl  med domnevnim potresom leta 569. Nasledil ga je sin al-Mundir III. ibn al-Harit. Zamenjavo oblasti je izkoristil lahmidski vladar Kabus ibn al-Mundir in napadel Gasanide, vendar je bil odločilno poražen.

## Verska politika
V nasprotju s svojimi bizantinskimi vladarji je bil Harit prepričan monofizit in je zavračel sklepe kalcedonskega koncila. Med svojo vladavino je podpiral protikalcedonske težnje v Siriji, predsedoval cerkvenim svetom in se ukvarjal s teologijo ter aktivno prispeval k oživitvi monofizitske cerkve v 6. stoletju.  Po dveh desetletjih preganjanj, ki so obglavila monofizitsko vodstvo, je leta 542 prosil cesarico Teodoro za imenovanje novih monofizitskih škofov v Siriji. Njena naklonjenost monofizitom je bila dobro znana. Teodora je za škofa imenovala Jakoba Baradeja in Teodorja. Zlasti Jakob se je izkazal za zelo sposobnega voditelja, ki je spreobračal pogane ter močno razširil in okrepil organizacijo monofizitske cerkve.